# 阿波歴史文化道
阿波歴史文化道（あわれきしぶんかどう）は、四国歴史文化道に指定されている徳島県の観光モデル地域。徳島市、板野郡（藍住町、松茂町）、名西郡（石井町）、美馬市が対象。テーマは「藍の道」。

## 名所
| 名所                                 | 位置                        | 語り部                             | 備考 |
| ------------------------------------ | --------------------------- | ---------------------------------- | --- |
| 徳島城跡                             | 徳島市徳島町城内            |                                    | 徳島藩の本拠。徳島中央公園内にある。 |
| 阿波おどり                           | 徳島市                      | 阿波おどり会館職員                 | 蜂須賀氏の徳島城築城祝いから始まったとされ、今日では日本を代表する祭りである。                                                                                                 |
| 徳島県文化の森総合公園               | 徳島市八万町向寺山          |                                    | 徳島県立博物館、徳島県立近代美術館、徳島県立21世紀館、徳島県立図書館、徳島県立文書館がある。                                                                                   |
| 徳島工芸村                           | 徳島市山城町東浜傍示1-1     |                                    | 伝統工芸である阿波和紙や、大谷焼、藍染めなどの実演販売、創作体験ができる施設であったが、2006年3月31日にこれらの営業を終了しており、現在は賃貸施設となっている。                |
| 阿波十郎兵衛屋敷                     | 徳島市川内町宮島本浦184     | 阿波十郎兵衛屋敷嘱託               | 人形浄瑠璃「傾城阿波鳴門」で知られる板東十郎兵衛の屋敷跡。 |
| 国分寺                               | 徳島市国府町                |                                    | 四国八十八箇所霊場第十五番札所。 |
| 阿波史跡公園                         | 徳島市国府町西矢野          |                                    | 公園は、歴史文化ゾーン、古代生活ゾーン、歴史の森ゾーン、自然体験ゾーンの4つに分かれている。                                                                                    |
| 徳島城博物館                         | 徳島市徳島町城内1-8         |                                    | 徳島中央公園内にあり、月曜日が休館日。 |
| 藍屋敷奥村家住宅 藍住町歴史館 藍の館 | 板野郡藍住町徳命字前須西    |                                    | 藍染めを体験することができる。 |
| 人形浄瑠璃芝居資料館                 | 板野郡松茂町広島字四番越11  |                                    | 人形浄瑠璃をテーマにした資料館。 |
| 田中家住宅                           | 名西郡石井町藍畑高畑705     | 田中家の方                         | 国の重要文化財。日・祝日のみ公開 |
| 妙見神社                             | 鳴門市撫養町林崎            |                                    | 岡崎城跡にある神社で大鳥居が残っている。 |
| 鳴門市ドイツ館                       | 鳴門市大麻町桧字東山田55-2  | ドイツ村友の会                     | 第一次世界大戦時のドイツ兵捕虜が収容されていたことより昭和47年に建設された。                                                                                                   |
| 板野町歴史文化公園                   | 板野郡板野町犬伏東谷13-1    |                                    | ホールや図書館がある「文化の館」、古代の村を復元した「郡頭の郷（こうずのさと）」、多数の人々が集える「祭りの広場」、乗り物がある「森の遊園地」、「彩りの舘」などの施設がある。 |
| 上板町 技の館                        | 板野郡上板町泉谷字原東32-4  |                                    | 藍づくりを体験できる。 |
| 上板町立歴史民俗資料館               | 板野郡上板町泉谷字原中筋8-1 |                                    | 阿波和三盆糖と阿波藍のすくもの製造工程や製造用具の展示をしている。 |
| 阿波和紙伝統産業会館                 | 吉野川市山川町川東141       | 会館職員                           | 阿波和紙の啓蒙と継承を目的に平成元年5月に完成。体験実習スペースやデザイン室等がある。                                                                                          |
| 脇町うだつの町並み                   | 美馬市脇町南町              | 脇町うだつの町並ボランティアガイド | 国の重要伝統的建造物群保存地区。 |

### 画像

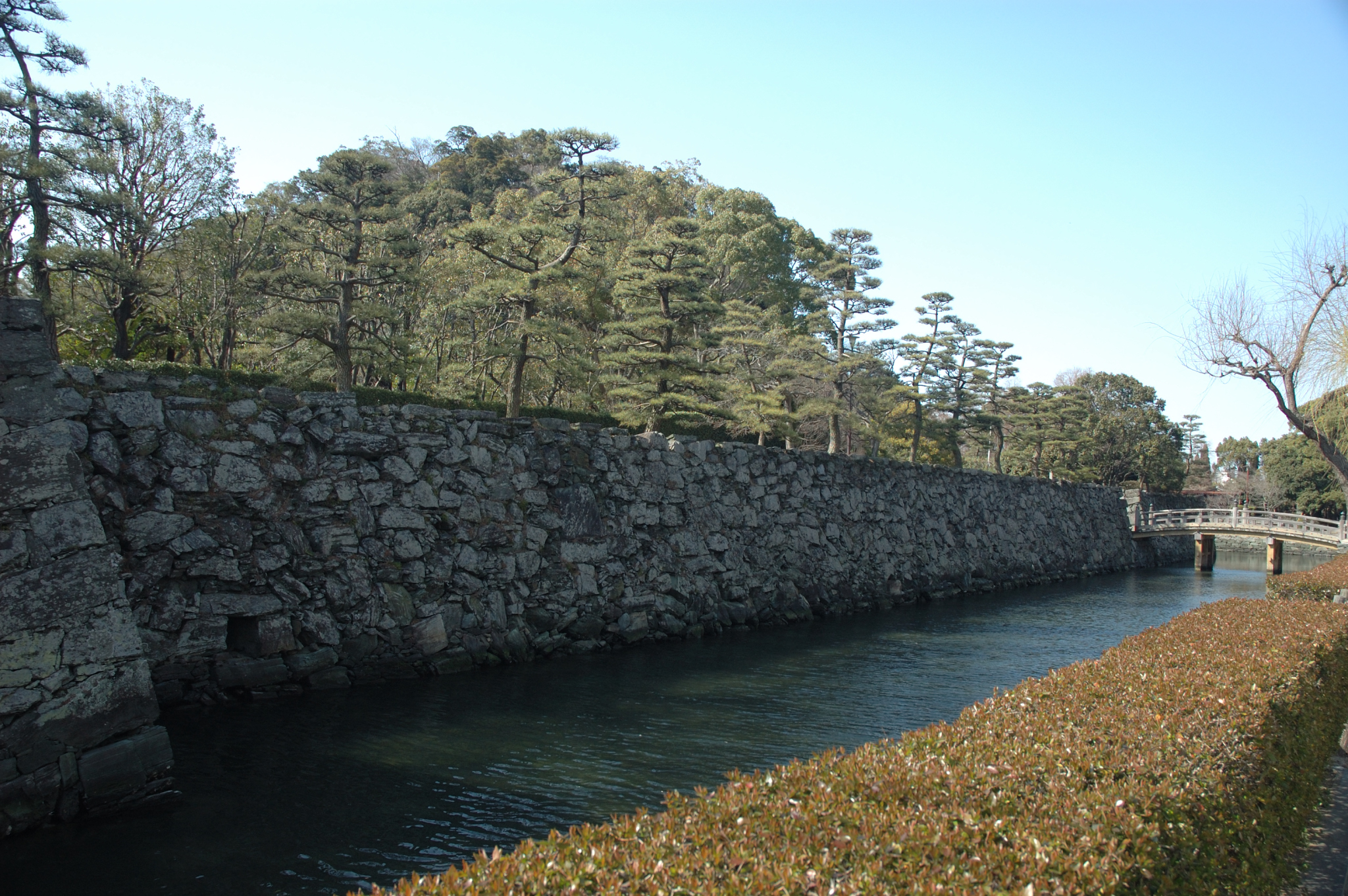
徳島城跡
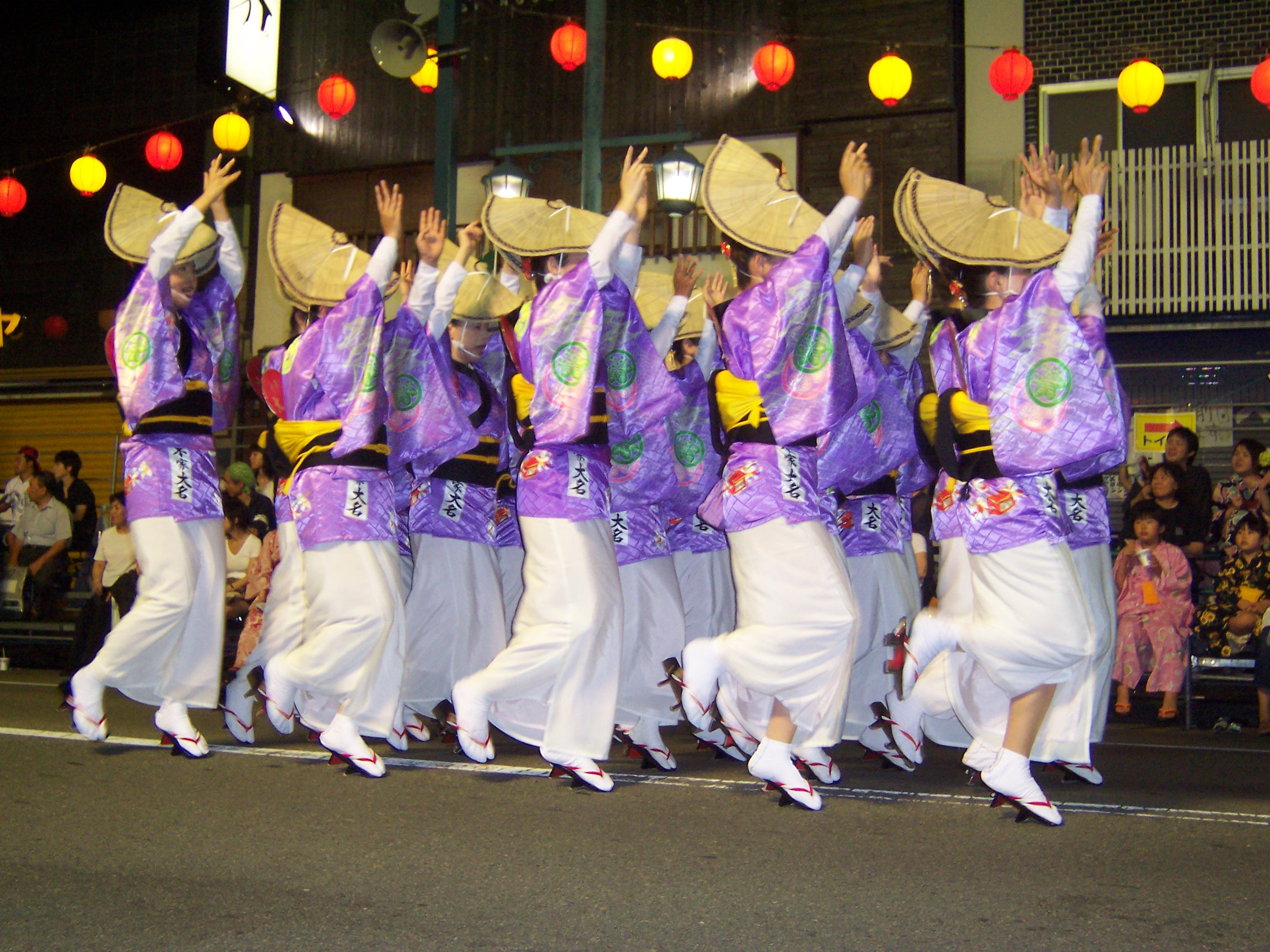
阿波おどり
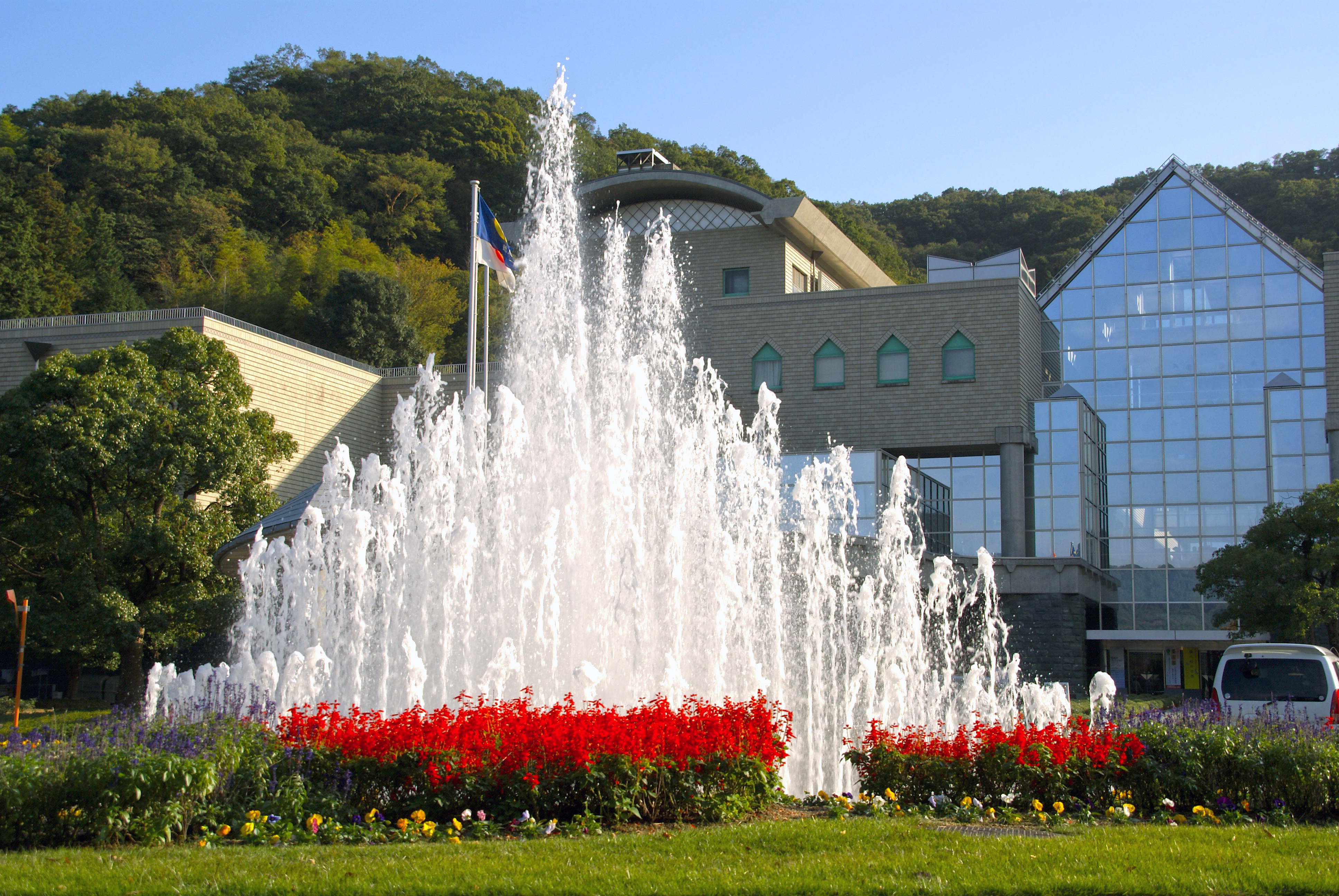
徳島県文化の森総合公園
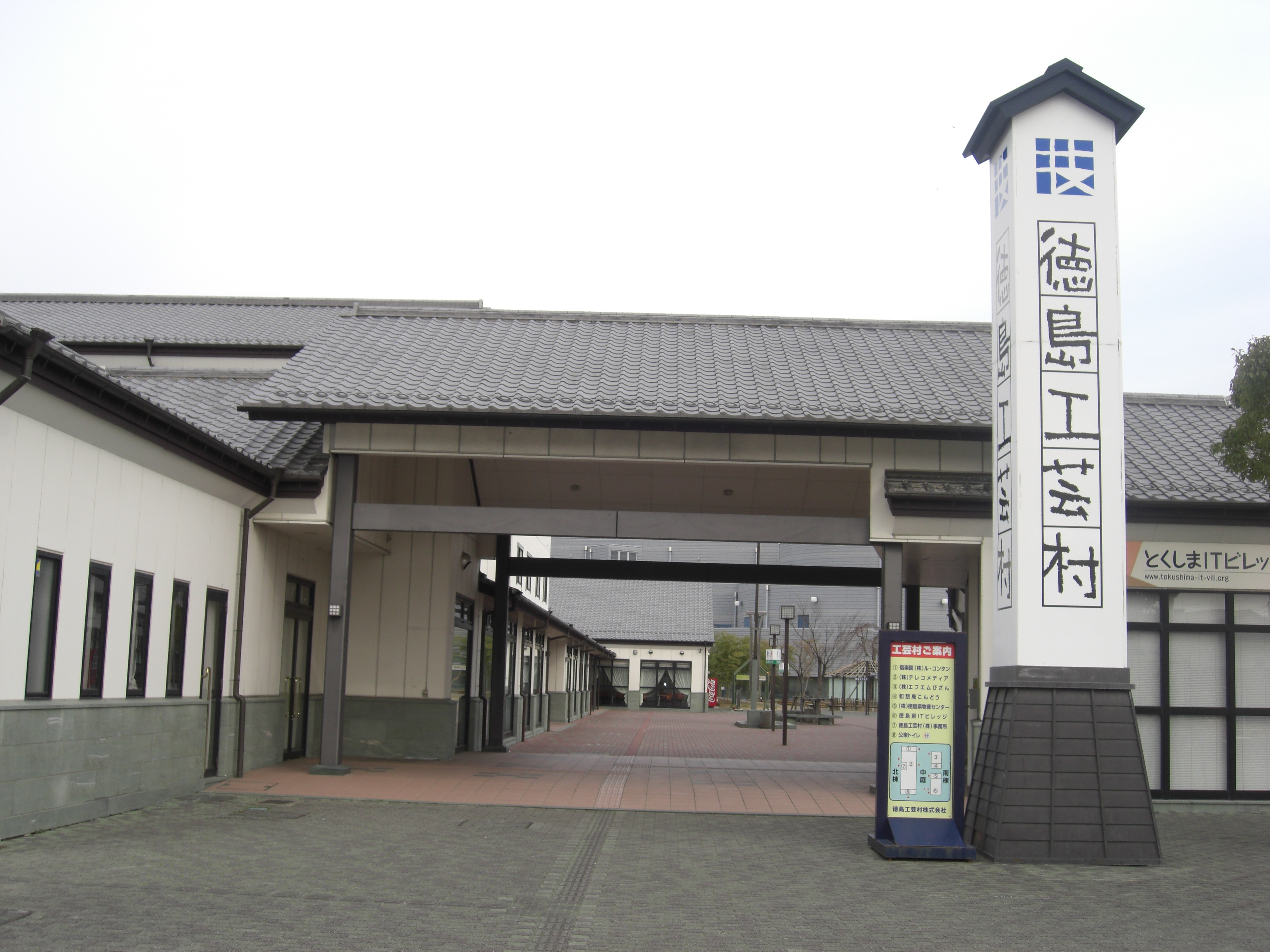
徳島工芸村
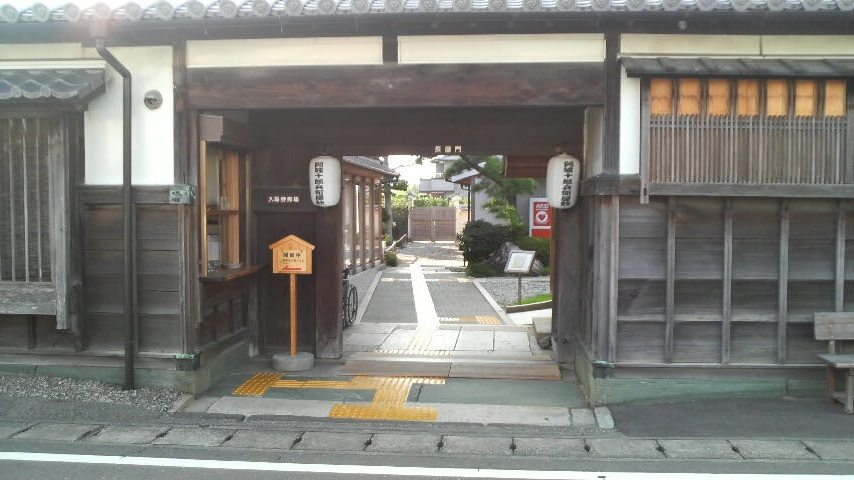
阿波十郎兵衛屋敷
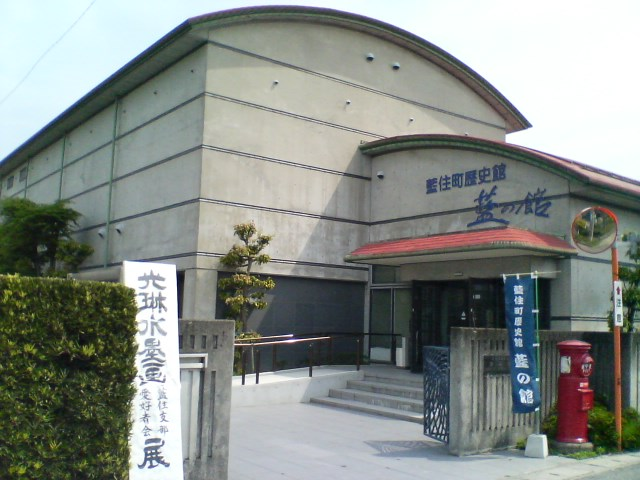
藍の館
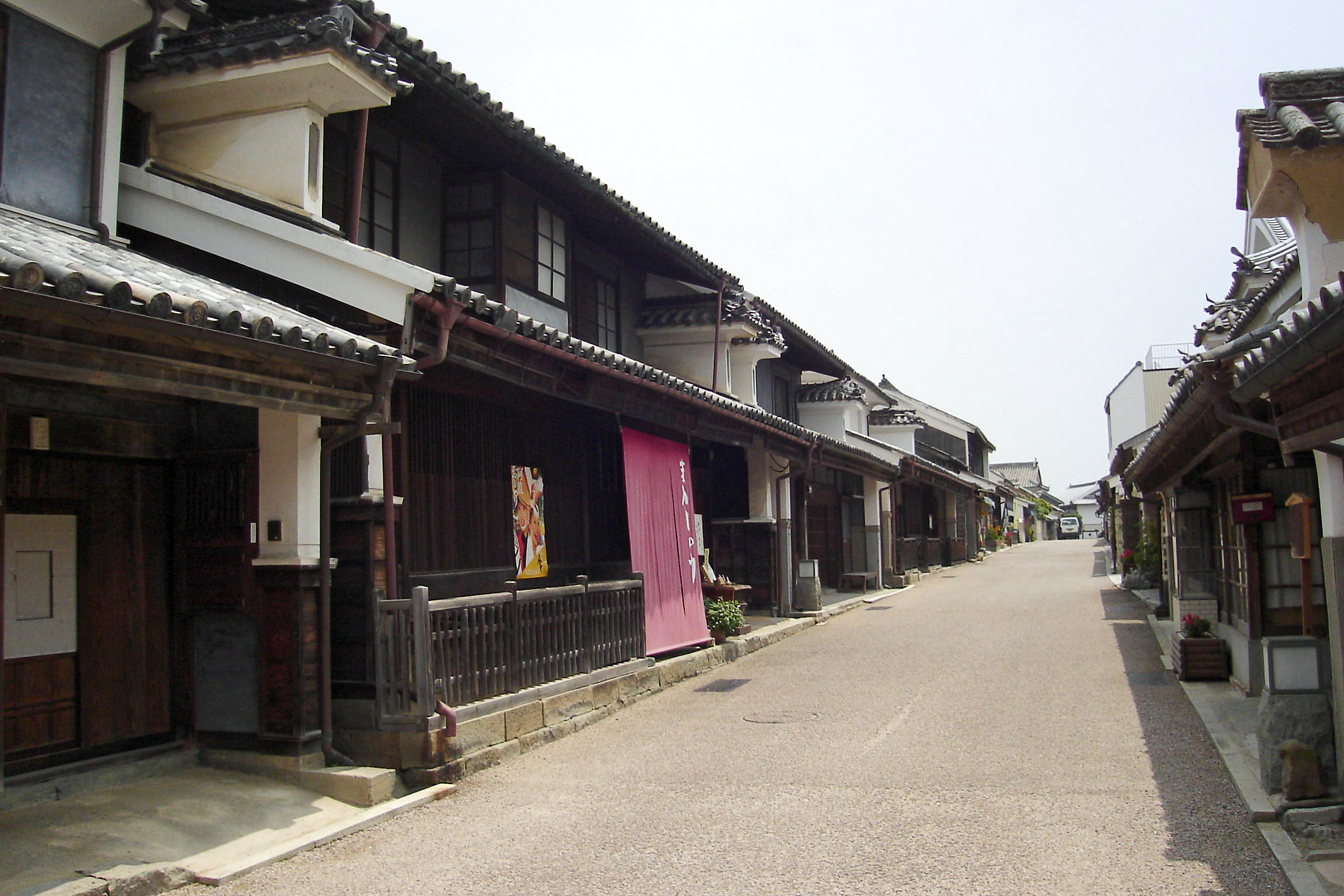
脇町うだつの町並み